# Хроники Этории
«Хроники Это́рии» — цикл произведений российского писателя-фантаста Михаила Костина, лауреата премии «Серебряная стрела», написанный в жанре фэнтези. В цикл входят романы «Тени прошлого» (2007), «Ложные истины» (2008), «Время умирать» (2015), «Опаленные войной» (2015) и «Полотно судьбы» (2016). В планах автора написать ещё один том, действие в котором происходит некоторое время спустя.

## История создания
Михаил Костин на сайте, который посвящён проекту «Хроники Этории» раскрывает историю появления первой книги:

После школы я поступил в Московский Горный Институт, а годом позже перекочевал в Америку, где переключился на изучение различных гуманитарных наук. Именно там, в малоизвестном городе Де Мойн, в ночь с 21-го на 22-е ноября 1999 года я написал первые страницы своего первого рассказа. Впоследствии именно этот рассказ лёг в основу «Хроник Этории».
После учёбы я вернулся в родную Москву и продолжил писать, дописывать, переписывать и редактировать всё то, что накопилось. Итогом этой работы стала публикация в США в 2004-м году моей первой книги «Ethoria’s Chronicles: Shadows of the Past» (Хроники Этории — Тени Прошлого).

## История публикаций
«Ethoria’s Chronicles: Shadows of the Past» («Хроники Этории. Тени прошлого») была опубликована в октябре 2003 года в США на английском языке издательством Icls Intl Inc.
Русская версия первого тома «Хроники Этории» под новым названием: «Охота на избранного» была выпущена в 2007 году издательским домом «Радуга». Через год вышла вторая часть цикла — «Ложные истины».
Спустя шесть лет, в 2014 году, в рамках проекта «Книма» главного редактора издательства «Снежный Ком» Эрика Брегиса первые две книги были переизданы, причём первая часть вышла под своим оригинальным названием: «Тени прошлого».
В 2015 году был опубликован третий роман «Время умирать». Между выходом четвёртой и третей частей «Хроники Этории» прошло три месяца.
Роман «Хроники Этории. Опаленные войной» был издан 25 августа 2015 года. К этому событию приурочили выпуск иллюстраций ко всем четырём книгам цикла. Автором изображений стал профессиональный художник-иллюстратор Макс Олин. На сайте издательского проекта «Книма» уточняется, что это достаточно неординарный случай, когда арт-альбом по произведению публикуется уже после выхода самой книги. Также там отмечается, что существует возможность того, что ранее вышедшие книги будут переизданы уже с иллюстрациями. Все зарисовки доступны в сети.
«Полотно судьбы» — заключительная книга цикла «Хроники Этории» вышла 01 октября 2016.

## Сюжет
Дарольда Ллойда, юношу из города Виллон, посещают загадочные сны. В одном из таких видений Дарольд узнаёт о похищении своего отца и брата. Спустя пару недель к ним в дом приезжает местный сеньор с повозкой из каравана отца. Дарольд понимает, что с его близкими произошло что-то плохое. Со своими верными друзьями он отправляется на поиски каравана отца. Их путь оказывается нелёгким. Дарольд с Айком, Арком и Робом погружаются в круговорот событий, которые грозят навсегда изменить привычный уклад жизни не только их самих, но и всех жителей Этории. Друзья узнают о существовании древнего зла — «Господина Древности». У них появляются серьёзные враги: алавантары — секретные сектанты. Они знакомятся с представительницей расы аалов — волшебницей А-ти, а древние Духи, раскрывают им тайну о скрытых городах погибшей цивилизации. У Дарольда и его друзей намечается несколько целей: они пытаются помочь своему королевству выяснить причины странных происшествий последних месяцев; продолжают искать караван отца Дарольда; пытаются выйти на след «Избранного» —спасителя мира и врага «Господина Древности».
Опасность подстерегает героев на каждом шагу. Каждый новый знакомый пытается склонить друзей на свою сторону. Дарольд понимает, что у всех кто его окружает — свои цели, и нельзя однозначно определить кто из них враг, а кто союзник. Близкие друзья что-то скрывают, родственники переходят на сторону врага. Государства Этории втягиваются в междоусобицу на фоне надвигающейся и нарастающей внешней угрозы. Обстановка накаляется, но главный герой не теряет надежды, он просто не может её потерять, ведь когда родных не узнаешь, друзья остались далеко, а рядом только случайные знакомые — спасает лишь надежда, надежда на верность и дружбу, на ум и смекалку, а также на везение и магические способности, которые Дарольд получил от древних хранителей.

## Главные герои
- Дарольд Ллойд — юноша 16 лет, живёт в городе Виллон, в провинции Буа, в Нордении. Его родители — Брюн и Лала Ллойд. У него есть два старших брата — Эйв и Рик, а также две младшие сестры — Аги и Ули.
- Роб Ард — друг Дарольда Ллойда. Ему 17 лет, он живёт в Виллоне.
- Арк Аклендо — друг Дарольда Ллойда. Ему 17 лет. Вместе с матерью он живёт на окраине Виллона.
- Айк Андерс — друг Дарольда Ллойда. Ему 16 лет, он сын местного гробовщика Арриса Андерса. Живёт в Виллоне.
- Рик Ллойд — брат Дарольда. Ему 18 лет. Он живёт в Виллоне.

## Описание мира
Никто не знает, когда и как возникла Этория. Известно лишь, что давным-давно, задолго до рождения человечества, этот мир был наполнен волшебством и чудесами. Властвовали над ним Хранители — могущественный мистический народ, о котором сохранились лишь скудные обрывки древних текстов. Сейчас же Этория — это мир людей, с их повседневными заботами, интригами, и пороками,  где нет ни магии, ни чудищ, ни волшебников.

### Территория Этории

#### Азорос
Государство на юго-востоке Этории, граничит с Дворенией, Лорандией, Великой янтарной империей и Свободными городами. После распада Римулской империи на юге Этории появился новое государство под названием Азорос. Прямые потомки Ачиабели до Мори, основателя страны, правили страной до разрушительного набега степятников, когда во время осады столицы все члены правящей семьи погибли и власть перешла к четырём купеческим домам. С тех пор каждый из домов правит отдельной частью государства. Дом Славы управляет городом Накитав, дом Гордости — городом Онирам, дом Доблести — городом Омок, а дом Денег — городом Азор. В Азоросе нет официального языка, нет единого управления и регулярной армии. Каждый из правящих домов сам обеспечивает безопасность своих земель, в основном за счёт наёмников. Единственное, что объединяет города Азороса — это нежелание подчиняться кому-либо извне. Азорос — самое богатое государство во всей Этории. Даже Янтарная империя не может похвастаться столь богатой казной и столькими сокровищницами. Золото, как, впрочем, и отсутствие каких-либо ограничений, привлекает толпы самых разных личностей — от искуснейших мастеров до самых жестоких бандитов и наёмников, и всем находится в Азоросе и занятие, и заработок.
| Города                                              | Правящий Дом            |
| --------------------------------------------------- | ----------------------- |
| Азор — один из главных городов в Азоросе            | Дом Денег, Дом Мудрости |
| Накитав — один из главных городов в Азоросе         | Дом Славы               |
| Омок — один из главных городов в Азоросе            | Дом Доблести            |
| Онирам — один из главных городов в Азоросе          | Дом Гордости            |
| Грумос — город, расположенный недалеко от Азора     |                         |
| Фуроси — небольшой город у западной границы Азороса |                         |
| Другие города: Лорал, Лупос                         |                         |

#### Весталия
Государство расположенное в западной части Этории на полуострове, граничит с Норденией.

#### Дворения
Государство в восточной части Этории. Когда-то земли Дворении были частью Римулской Империи, но когда империя была уничтожена Ордой во время Великой войны, земли опустели. Лишь спустя годы там вновь появились поселения, со временем они объединились и образовали новое свободное государство, которое получило название «Дворения». По одной из версий, такое необычное название было выбрано из-за того, что страну основали бывшие беженцы, которые во время войны прятались в чащах Великого леса. Название следует читать как Д’овер-я, что в переводе с языка аалов означает «страна друзей».
Во Дворении в ходу особый диалект, который представляет собой смесь языков народов первой эры. Из-за близости к Великому лесу о Дворении ходит множество противоречивых слухов. Кто-то рассказывает о тайных соглашениях между правителями Дворении и аалами, кто-то настаивает, что многие жители Дворении и сами были аалами. Другие же, наоборот, утверждают, что люди постоянно воевали с чужеземцами, отчего в стране всегда не хватало мужчин и продовольствия. Если во всем этом и была доля правды, то очень небольшая.
| Основные поселения                                                                 | Достопримечательности    |
| ---------------------------------------------------------------------------------- | ------------------------ |
| Армит-Ар-мас-Лур-Брик (сокр.Брик) — город, расположенный недалеко от Великого леса | «Красный шёлк» — таверна |

#### Лорандия
Государство на восточном побережье Семи морей. Номинально государством управляет король Лиции, но на самом деле власть принадлежит королеве Лоле Овербурно, дочери последнего Короля Густуса Овербурно, отчасти из-за этого женщины в Лорандии имеют равные права с мужчинами, а зачастую и бо́льшие. Официальное название вооружённых сил Лорандии — Лорандские легионы. В отличие от других государств лорандская армия состоит из набранных по принуждению простолюдинов. В армию забирают как мужчин, так и женщин, и зачастую в Лорандии можно встретить целые отряды женщин-легионеров. Лорандия появилась задолго до Великой войны, правда, тогда она была частью империи Лусос и называлась Лоранди Арус, или земля Аруса, в честь героя, который освободил её от кровожадных уруков.
| Основные поселения                                                            |
| ----------------------------------------------------------------------------- |
| Лакс — деревня на юге Лорандии                                                |
| Лорио — город в северной части Лорандии                                       |
| Лузо — город в юго-восточной части Лорандии                                   |
| Лукс — деревня                                                                |
| Оренсия — город в северной части Лорандии, правитель граф Ролл Эрбий          |
| Пиорио — город в центральной части Лорандии                                   |
| Риал — город                                                                  |
| Ровал — город, расположенный недалеко от границы с Азоросом                   |
| Рукс — деревня в Лорандии на южном берегу Великой белой реки                  |
| Юлис — город в северной части Лорандии, правитель Алин Гри генерал-граф       |
| Той-Савье — город, который входе войны с Северной империи, сдался захватчикам |
| Лулонару — город, который входе войны с Северной империи, сдался захватчикам  |
| Рину — город, который входе войны с Северной империи, сдался захватчикам      |
| Орвье — город, осажденный войсками Северной империи                           |
| Кимросо — город, осажденный войсками Северной империи                         |

#### Нордения
Состоит из 11-и провинций: Монтани, Руон, Мери, Винер, Крудель, Квель, Шанто, Пуно, Пули, Буа и Канци. Столица находится в городе Крудель, там же находится резиденция короля Филиппа I. Хотя номинально король является единственным правителем всех земель и верховным командующим всех вооружённых сил королевства, почти все земли распределены между сеньорами, которые передают свои владения по наследству. Как правило, сеньоры правят своими владениями, как им вздумается, но все они подчиняются герцогам провинций и королевскому двору и обязаны по первому требованию встать на защиту королевства со своими гарнизонами. Все жители королевства — свободные люди. Они могут свободно перемещаться по стране, заниматься торговлей и ремеслом. Они не привязаны к земле, но должны исправно платить налоги.
| Провинции | Основные поселения | Достопримечательности                                                                                              |
| --- | --- | --- |
| Буа — самая молодая провинция в Нордении. Она расположена в юго-восточной части королевства и занимает большую часть побережья Семиморья. Её столица — город Бонвиль, в котором правит сир Тэм. Раньше земли Буа принадлежали Весталии. Но после поражения Весталии во второй пограничной войне вся провинция отошла к Нордении. | Бонвиль — столица провинции Буа | Резиденция герцога Буаского                                                                                        |
| Буа — самая молодая провинция в Нордении. Она расположена в юго-восточной части королевства и занимает большую часть побережья Семиморья. Её столица — город Бонвиль, в котором правит сир Тэм. Раньше земли Буа принадлежали Весталии. Но после поражения Весталии во второй пограничной войне вся провинция отошла к Нордении. | Бонвиль — столица провинции Буа | Резиденция сира Тэма                                                                                               |
| Буа — самая молодая провинция в Нордении. Она расположена в юго-восточной части королевства и занимает большую часть побережья Семиморья. Её столица — город Бонвиль, в котором правит сир Тэм. Раньше земли Буа принадлежали Весталии. Но после поражения Весталии во второй пограничной войне вся провинция отошла к Нордении. | Бонвиль — столица провинции Буа | Ремесленная академия Лоруса — школа ремесла, основанная первым герцогом буаским                                    |
| Буа — самая молодая провинция в Нордении. Она расположена в юго-восточной части королевства и занимает большую часть побережья Семиморья. Её столица — город Бонвиль, в котором правит сир Тэм. Раньше земли Буа принадлежали Весталии. Но после поражения Весталии во второй пограничной войне вся провинция отошла к Нордении. | Бонвиль — столица провинции Буа | «Храбрый рыцарь» — таверна, владелец Энтон                                                                         |
| Буа — самая молодая провинция в Нордении. Она расположена в юго-восточной части королевства и занимает большую часть побережья Семиморья. Её столица — город Бонвиль, в котором правит сир Тэм. Раньше земли Буа принадлежали Весталии. Но после поражения Весталии во второй пограничной войне вся провинция отошла к Нордении. | Бонвиль — столица провинции Буа | «Летящая птица» — таверна                                                                                          |
| Буа — самая молодая провинция в Нордении. Она расположена в юго-восточной части королевства и занимает большую часть побережья Семиморья. Её столица — город Бонвиль, в котором правит сир Тэм. Раньше земли Буа принадлежали Весталии. Но после поражения Весталии во второй пограничной войне вся провинция отошла к Нордении. | Бонвиль — столица провинции Буа | «Грязная кошка» — трактир                                                                                          |
| Буа — самая молодая провинция в Нордении. Она расположена в юго-восточной части королевства и занимает большую часть побережья Семиморья. Её столица — город Бонвиль, в котором правит сир Тэм. Раньше земли Буа принадлежали Весталии. Но после поражения Весталии во второй пограничной войне вся провинция отошла к Нордении. | Бонвиль — столица провинции Буа | «Доблестный рыцарь» — постоялый двор                                                                               |
| Буа — самая молодая провинция в Нордении. Она расположена в юго-восточной части королевства и занимает большую часть побережья Семиморья. Её столица — город Бонвиль, в котором правит сир Тэм. Раньше земли Буа принадлежали Весталии. Но после поражения Весталии во второй пограничной войне вся провинция отошла к Нордении. | Вейрон — деревня | |
| Буа — самая молодая провинция в Нордении. Она расположена в юго-восточной части королевства и занимает большую часть побережья Семиморья. Её столица — город Бонвиль, в котором правит сир Тэм. Раньше земли Буа принадлежали Весталии. Но после поражения Весталии во второй пограничной войне вся провинция отошла к Нордении. | Виллон — небольшой городок, расположенный на юге провинции Буа | «Белый волк» — харчевня                                                                                            |
| Буа — самая молодая провинция в Нордении. Она расположена в юго-восточной части королевства и занимает большую часть побережья Семиморья. Её столица — город Бонвиль, в котором правит сир Тэм. Раньше земли Буа принадлежали Весталии. Но после поражения Весталии во второй пограничной войне вся провинция отошла к Нордении. | Вьерон — деревня к северо-востоку от Виллона | «Золотая утка» — трактир                                                                                           |
| Буа — самая молодая провинция в Нордении. Она расположена в юго-восточной части королевства и занимает большую часть побережья Семиморья. Её столица — город Бонвиль, в котором правит сир Тэм. Раньше земли Буа принадлежали Весталии. Но после поражения Весталии во второй пограничной войне вся провинция отошла к Нордении. | Гурион — город | |
| Буа — самая молодая провинция в Нордении. Она расположена в юго-восточной части королевства и занимает большую часть побережья Семиморья. Её столица — город Бонвиль, в котором правит сир Тэм. Раньше земли Буа принадлежали Весталии. Но после поражения Весталии во второй пограничной войне вся провинция отошла к Нордении. | Дурес — небольшой город на юго-западе Буа | |
| Буа — самая молодая провинция в Нордении. Она расположена в юго-восточной части королевства и занимает большую часть побережья Семиморья. Её столица — город Бонвиль, в котором правит сир Тэм. Раньше земли Буа принадлежали Весталии. Но после поражения Весталии во второй пограничной войне вся провинция отошла к Нордении. | Лулион — деревня | |
| Буа — самая молодая провинция в Нордении. Она расположена в юго-восточной части королевства и занимает большую часть побережья Семиморья. Её столица — город Бонвиль, в котором правит сир Тэм. Раньше земли Буа принадлежали Весталии. Но после поражения Весталии во второй пограничной войне вся провинция отошла к Нордении. | Пион — деревня, расположенная на границе с Пули | «Ласточкин холм» — трактир                                                                                         |
| Буа — самая молодая провинция в Нордении. Она расположена в юго-восточной части королевства и занимает большую часть побережья Семиморья. Её столица — город Бонвиль, в котором правит сир Тэм. Раньше земли Буа принадлежали Весталии. Но после поражения Весталии во второй пограничной войне вся провинция отошла к Нордении. | Сирон — город у подножия Лиосского холма | Замок сира Рона |
| Буа — самая молодая провинция в Нордении. Она расположена в юго-восточной части королевства и занимает большую часть побережья Семиморья. Её столица — город Бонвиль, в котором правит сир Тэм. Раньше земли Буа принадлежали Весталии. Но после поражения Весталии во второй пограничной войне вся провинция отошла к Нордении. | Сирон — город у подножия Лиосского холма | «Куколка» — трактир                                                                                                |
| Винер | | |
| Канци | | |
| Квель | Жулион — город | |
| Крудель | Крудель — столица Нордении и провинции Крудель | Резиденция короля Филиппа I                                                                                        |
| Крудель | Окрестности столицы Кудель | «Старый лес» — древний лес, расположенный в самом центре Нордении                                                  |
| Крудель | Окрестности столицы Кудель | «Озеро чудес» — так же известное как «Озеро духа» или «Дивное озеро». Древнее озеро, расположенное в «Старом лесу» |
| Мери | | |
| Монтани | | |
| Пули — провинция, которая появилась в результате победы Нордении над Лорандией. Часть завоёванных земель была передана одному лорандскому роду, который выступил на стороне Нордении против своих прежних правителей. Именно это обстоятельство и дало провинции ряд отличительных черт. Так Пули — единственная провинция, где титул герцога передается по наследству. Король Нордении может давать советы по управлению провинцией, но не может властвовать. В Пули свои законы и свои суды. Никто извне не имеет права получать земельные владения в провинции кроме местных сеньоров, но и местные сеньор не могут владеть землями где-либо за пределами провинции. | Пули — столица провинции. Самый крупный порт в Нордении, и круглый год там принимают сотни кораблей со всей Этории.                                                                       | Порт |
| Пули — провинция, которая появилась в результате победы Нордении над Лорандией. Часть завоёванных земель была передана одному лорандскому роду, который выступил на стороне Нордении против своих прежних правителей. Именно это обстоятельство и дало провинции ряд отличительных черт. Так Пули — единственная провинция, где титул герцога передается по наследству. Король Нордении может давать советы по управлению провинцией, но не может властвовать. В Пули свои законы и свои суды. Никто извне не имеет права получать земельные владения в провинции кроме местных сеньоров, но и местные сеньор не могут владеть землями где-либо за пределами провинции. | Пули — столица провинции. Самый крупный порт в Нордении, и круглый год там принимают сотни кораблей со всей Этории.                                                                       | «Залив ветров» — гавань                                                                                            |
| Пули — провинция, которая появилась в результате победы Нордении над Лорандией. Часть завоёванных земель была передана одному лорандскому роду, который выступил на стороне Нордении против своих прежних правителей. Именно это обстоятельство и дало провинции ряд отличительных черт. Так Пули — единственная провинция, где титул герцога передается по наследству. Король Нордении может давать советы по управлению провинцией, но не может властвовать. В Пули свои законы и свои суды. Никто извне не имеет права получать земельные владения в провинции кроме местных сеньоров, но и местные сеньор не могут владеть землями где-либо за пределами провинции. | Пули — столица провинции. Самый крупный порт в Нордении, и круглый год там принимают сотни кораблей со всей Этории.                                                                       | «Пять звёзд» — таверна                                                                                             |
| Пуно — самая бедная провинция в королевстве. Население её немногочисленно, земли неплодородны, а близость к горам Края земли и густые болотистые леса постоянно привлекают всякого рода преступников и беглецов. Когда чужаки начинают слишком сильно досаждать местным жителям, сеньоры Пуно организуют походы и зачищают местность от нежелательных субъектов. Нередко к таким походам присоединяются сеньоры из других провинций. Многие из них считают, что стычки и военные компании в Пуно дают хорошую возможность испытать боевые навыки и доказать свою ценность королю. В свою очередь, некоторые бандиты тоже жаждут сразиться с рыцарями, зная, что, захватив в плен какого-нибудь сеньора, можно получить очень приличный выкуп и быстро разбогатеть. Герцогом Пуно является сир Зурос. | | «Азул» — озеро в северной части провинции                                                                          |
| Руон | | |
| Шанто | Канто — небольшой город | |
| Шанто | Нукавиль — деревушка | |
| Шанто | Рисоле — поселение на юге провинции | |
| Шанто | Руно — город | |
| Спорная территория | Жуйи — город, расположенный у входа в Великую крепость. Несмотря на то, что официально это место принадлежит Нордении, им управляет совет, состоящий из местного сеньора и надсмотрщиков. | Жуйские темницы |

#### Свободные rорода
Города-государства, расположенные в юго-восточной части Этории.
| Основные поселения                                             |
| -------------------------------------------------------------- |
| Лима Оз — богатый торговый город (постоялый двор «Южная роза») |
| Ирис — город по соседству с Лима Оз                            |
| Кора — город по соседству с Лима Оз                            |
| Лиор — город по соседству с Лима Оз (трактир «Князь Тишины»)   |
| Лорис — город по соседству с Лима Оз                           |

#### Северная империя
Государство в северной части Этории, граничит с Норденией, развалинами Магниссии и Лорандией. Это самое молодое из всех нынешних государств, оно образовано спустя несколько лет после окончания войны между Норденией над Лорандией. Столицей Северной империи является город Уравнивал. Цвета флага: зелёный и белый.
| Основные поселения                                                                                 | Достопримечательности         |
| -------------------------------------------------------------------------------------------------- | ----------------------------- |
| Бекр — портовый город в Северной империи, расположенный недалеко от границы с Норденией            | Порт                          |
| Муриор — деревня в центральной части Северной империи                                              |                               |
| Приграничные земли — регион Северной империи, отделённый от основной части государства рекой Баунд |                               |
| Селенсия — портовый город в приграничных землях Северной империи                                   | Порт                          |
| Сольер — деревня в приграничных землях Северной империи                                            |                               |
| Уранивал — столица Северной империи                                                                | Замок Заката                  |
| Сандир — портовый город                                                                            | Порт                          |
| Сандир — портовый город                                                                            | «Серебряная ворона» — таверна |

#### Янтарная империя
Янтарная империя — крупнейшее государство в Этории. Цвета флага: оранжевый и золотой. Восточную границу Янтарной империи определяет Янтарная река — одна из нескольких великих рек в Этории. Она получила своё название благодаря богатым месторождениям янтаря. Эта река особенно знаменита тем, что в конце Великой войны на её берегах произошло решающее сражение между объединёнными войсками Этории и Ордой.
| Город                                 | Места                          |
| ------------------------------------- | ------------------------------ |
| Труалисар — столица Янтарной империи. | «Черный бык» — постоялый двор. |

#### Географические объекты
- Бездна — огромное море, омывающее западное побережье Этории. Никому ещё не удавалось пересечь Бездну, хотя многие пытались. Говорят, что по ту сторону Бездны существует другой мир, но никаких доказательств этому нет.
- Баунд — одна из самых широких и глубоких рек во всей Северной Этории. Берёт начало где-то в горных районах заброшенной Магниссии, несёт свои воды к самому Семиморью и разделяет Северную империю на центральную часть и приграничные земли.
- Великая зимняя река, имеет также местное название Грима Блако Сурса. Великая река, тянущаяся от Громского залива Голубого моря до самого края Великого леса.
- Великие степи — регион, расположенный к юго-востоку от Свободных городов. Земли эти по большей части не исследованы, потому, что там обитают суровые и жестокие племена дикарей, известные как степятники.
- Великий лес — огромный лес на востоке Этории, где обитают загадочные аалы и другие странные существа. Несмотря на многочисленные истории, достоверных сведений о размерах лесного массива и о том, что там происходит, нет.
- Вудор — горная цепь в самой северной части Северной пустоши, на языке аалов означает «мир за границами живого мира».
- Долина низвергнутых королей — долина в Магниссии.
- Край земли — горная цепь, отделяющая Эторию от Северной пустоши. Она тянется от побережья Бездны до Великого леса.
- Лес потерянных душ — лесной массив на территории бывшей Магниссии.
- Северная пустошь — земли, простирающиеся к северу от Края земли.
- Проход — широкая долина, которая тянется через горы Края земли и является единственным известным проходом из Этории в Северную пустошь. До сих пор остаётся неясным, как и почему появился Проход. Согласно давней легенде, его сделал Алин, когда пытался прорваться в Ша Мир.
- Саерская пустыня — обширная территория песков, обрамляющая значительную часть южных границ Этории.
- Семиморье — семь морей, практически полностью окружённые землями Этории. Давным-давно каждое море имело собственное название, но со временем их перестали употреблять, и теперь всё водное пространство называют одним словом — «Семиморье».
- Сломанные горы — невысокий горный хребет на юге Этории, который разделяет Великие степи и Саерскую пустыню.

### Периоды
- Древние времена — период, когда миром правили хранители.
- Закат цивилизации — период в древней истории, когда хранители потеряли власть над Ша Миром.
- Старая эпоха — времена, когда миром правили аалы. Эпоха делится на три значимых периода:

1. Золотой век, который начался с появлением аалов в Этории и закончился вторжением Орды.
2. Про́клятый век — период Войны против Орды.
3. Кровавые войны — период конфликта между аалами и даарами.

- Новая эпоха — следует за Старой эпохой. Она начинается с появления человеческих государств в Этории и делится на два периода — Первый период и Второй период.
- Кампания Объединения — период в истории Нордении, когда король Ладимир Ван аннексировал территории между горами Края земли и побережьем Семи морей. Год, когда кампания завершилась, считается годом рождения нынешней Нордении.
- 1215 год Второй эпохи Новой эры — начало путешествия Дарольда.

### Исчезнувшие миры
- Брузоно — древнее людское государство, которое существовало в Первый период Новой эры, там, где позже зародилась Магниссия. Об истории этого государства известно мало. Оно было основано сразу же после ухода аалов, и просуществовало несколько сотен лет, пока его не захватила империя Тайтул.
- Гремиас — государство, граничившее с Лорандией на севере, а на юге упиравшееся в Азор. Раздоры между многочисленными сеньорами разорили земли. В Гремиас вошли легионы Лорандии, выгнали всех местных сеньоров и установили власть королевы.
- Древние города Хранителей — Ра Мирс, Рам Дир и Дарим Сир.
- Замал — древняя необычная страна, долгое время её существование считалась вымыслом.
- Магниссия — когда-то была государством в Этории. Магниссия образовалась вокруг небольшого города Ролар, где, в земле и в водоёмах, вдруг обнаружилось множество кристаллов странного зелёного цвета. Как оказалось, эти кристаллы были наполнены энергией и позволяли знающим людям использовать их для различных заклинаний. Именно это обстоятельство позволило Магниссии процветать многие годы, пока её не разрушила внутренняя война между самими магами.
- Римул (Римульская империя, империя Лоруса) — старая империя людей, существовавшая до Великой войны.
- Сирум — древняя империя людей, существовавшая до Великой войны.
- Тайтул — одна из древних людских империй, уничтоженная во время Великой войны. На древнем языке слово «Тайтул» означает «человеческий приход». Изначально государство называлось Рурал. В пик своего господства Тайтул занимал территорию от западного побережья Бездны до восточного края Великого леса. Рурал был первым независимым государством людей в Этории. Его появление ознаменовалось началом нового периода, известного как Новая эпоха. Именно в это время появились первый человеческий календарь, первый людской правитель и первые законы. После того, как Рурал путём захвата расширил свои территории, он был переименован в Тайтул. Тогда в него уже входили нынешние Нордения, Весталия, руины Магниссии, и вся Северная империя. Спустя какое-то время Тайтул раскололся на несколько более мелких государств. Сам Тайтул потерял больше половины своих земель, и вплоть до начала Великой войны занимал лишь северные части Этории. Во время Великой войны Орда полностью уничтожила Тайтул вместе с его обитателями, культурой и языком.
- Ша Мир — империя хранителей и намори. Был самым большим, самым могущественным и процветающим государством в Этории. После ряда разрушительных войн империя пришла в упадок.

### Обитатели Этории

#### Расы
- Аалы — древний народ, заселивший мир после падения Ша Мира (империи хранителей). Жили в Этории до появления людей, а потом ушли в Великий лес. Внешне аалы похожи на людей, но их отличают высокий рост и бледная, почти белая кожа. Они владеют искусством магии и живут намного дольше людей. Общество аалов состоит из Рушари, что в переводе с языка аалов означает «Кланы». Людям известно о существование десяти Рушари: Ар-Виалис, Ал-Нариас, Даар-ва-лор (изгнанный в пещеры Края земли), Лор-Элиас, Мор-Желис, Н-Риалис, Ра-Далиас, Ту-Кулис, Ва-Лорис и Зо-Кариас. В свою очередь Рушари состоят из Шиари, или Домов, каждый из которых имеет двух правителей: килшари (тот, кто владеет навыками магии), и дишари (тот, кто выбрал путь воина).
- Даары — когда-то они были аалами, членами клана Даар-ва-лор, который восстал против своих сородичей. По утверждениям аалов, даары считали себя исключительными и потому ненавидели всех, особенно своих собратьев, что послужило причиной Кровавых войн. После многолетнего кровопролития дааров загнали в пещеры гор Края земли и замуровали. С тех пор даары считаются вымершим народом. Рах Вор Даре — великий и единственный город изгнанных дааров.
- Духи — хранители, которые, согласно легенде, остались во внешнем мире и связали свои души с водами озёр и прудов Этории, тем самым избежав смерти.
- Мохнатые люди — человекоподобные волосатые существа походящие на небольших медведей. В качестве оружия используют когти, зубы и магию.
- Тени — древние создания, которые живут в туннелях под Краем земли. Они наполовину люди, наполовину звери. Их тела покрыты шерстью, у них острые зубы и длинные когти, но они ходят на двух ногах, обладают неким разумом и примитивным языком.
- Троллеры — высокорослые существа, живущие в Северной пустоши. По описанию они очень напоминают теней. В человеческой истории троллеры упоминаются лишь однажды, во время Великой войны, когда вместе с Ордой они вторглись в Эторию.
- Уруки — человекоподобные существа, которые в течение нескольких лет теснили людей к северу. Потом на помощь людям пришёл Арус Росси со своей многочисленной армией. В некоторых книгах говорится, что Арус выиграл три битвы подряд. В других утверждается, что первые два сражения Арус проиграл, но потом сменил тактику и сокрушил врага. Точно известно лишь то, что когда военные действия завершились, уруки исчезли из Этории, а освобождённые земли получили название Лорандия. Арус же считается отцом государства и его главным героем.
- Хранители — группа могущественных волшебников намори, правивших Эторией в древние времена. После ряда разрушительных войн их империя под названием Ша Мир пришла в упадок, а сами хранители покинули Эторию. Члены Ордена духов верят, что некоторые из хранителей остались и превратились в духов.

#### Организации
- Алавантары — тайная секта, члены которой поклоняются Господину древности. Девиз секты: «Алавантар Дус Мурос Гри», что означает «Слава Окончательному Господству Древнего Господина». Алавантары верят, что Господин древности обязательно вернётся в Эторию во главе новой Орды и покорит весь людской мир. Главная цель секты — найти и уничтожить Избранного.
- Орден духов — религиозная секта, члены которой верят в то, что духи не только существуют, но и управляют всем в мире живых. Братья ордена убеждены, что находятся в постоянном контакте с духами и получают указания непосредственно от древних хранителей. Точное количество братьев не известно. Цель Ордена — просвещение, защита и помощь простым смертным.
- Северная орда или Орда — армии захватчиков, которые периодически пересекают горы Края земли и вторгаются в Этория из Северной пустоши. Происхождение термина приписывается аалам. Позже люди переняли его для описания захватчиков времён Великой войны.
- Дросы —группа людей, которая противостоит Ордену духов и хранителям.

#### Военные подразделения
- Стражи леса — члены воинственного ордена во Дворении, который отвечает за неприкосновенность границ Великого леса.
- Королевская гвардия — военное подразделение в Нордении, ответственное за обеспечение безопасности короля, столицы, королевского суда и королевских советников. В Королевской гвардии сословных различий не существует. Никто из гвардейцев, даже генералы, не вправе владеть землями, однако только из их числа король назначает герцогов и членов королевского суда.
- Надсмотрщики — служители Великой крепости, отвечающие за управление, добычу и сохранность земель между двумя Барьерами. Младшие надзиратели носят синие плащи. Обычно это простолюдины. Некоторые из них пришли в Великую крепость по собственной воле, но большинство — это бывшие заключённые, которых когда-то прислали на работы в шахтах. Иногда «синие плащи» становятся «зелёными», то есть старшими надзирателями. Но это случается крайне редко, в основном зелёные плащи выдаются сеньорам, которых тоже приговаривают к ссылке за различные преступления. Те из "зелёных «плащей», кому удаётся отличиться по службе, получают повышение и жёлтый плащ. Самые уважаемые и влиятельные из «жёлтых плащей» награждаются красными плащами, и становятся истинными правителями Великой крепости.
- Лорандские легионы — официальное название вооружённых сил Лорандии. В отличие от других государств, лорандская армия состоит из набранных по принуждению простолюдинов. В армию забирают как мужчин, так и женщин, и зачастую в Лорандии можно встретить целые отряды женщин-легионеров.

##### Оружие
- Боевой топор — оружие нордов. Обладает сильным, сокрушающим ударом, но уступает в маневренности мечам.
- Дворенский самострел — оружие дворенских военных. Принцип действия самострела очень сложен, но самое главное преимущество заключается в том, что в нём используется обойма из пяти дротиков, которые выстреливают один за другим. Когда обойма заканчивается, её можно легко заменить на другую, что экономит время и силы. А, учитывая то, что один стрелок может нести до двадцати полных обойм на поясе и ещё около двадцати в рюкзаке, небольшого отряда бывает достаточно, чтобы отразить атаку целой армии. Предположительно, чертёж этого оружия дварам передали аалы в качестве подарка за их службу и верность.
- Железный шар, подвешенный на сыромятном ремне — распространённое оружие нордов.
- Катапульты с кожаными кошелями. Разновидности: катапульта Домиант может заряжаться девятью видами снарядов, в том числе стальной цепью размеров в три с половины локтя).
- Кистени — орудия, изготовленные из кузнечных наковален. С таким кистенем управляются три человека — двое, скрываясь за спинами воинов со щитами, поднимают тележную оглоблю, к которой цепью прикреплена наковальня, а ещё один ополченец удерживает её до поры. По приказу он отпускает наковальню, и она обрушивается на врагов.
- Онагры — тяжёлые метательные машины. Ядрами для них служат огромные куски скал.
- Осадные башни — огромные сооружения, обшитые сырыми бычьими шкурами. Шесть пар колёс, каждое — почти в человеческий рост.
- Сак-марс — стальной диск, основное оружие дааров.
- Тараны — толстые бревенчатые навесы, покрытые сырыми воловьими шкурами для гашения огня.
- Теневой кинжал — основное оружие аалов. Знак отличия — рисунок дерева.
- Щиты
  - Сколоченный щит — примитивный щит нордов.
  - Стальной щит-тарч — небольшой щит, усиливающий доспехи рыцарей.
  - Круглые щиты-рондаши — приспособления пехоты.
  - Миндалевидные щиты-капли — отличительная особенность наёмников.
- Основные орудия: копья, мечи, ножи, кинжалы, луки, арбалеты, стрелы, дротики, дубины, палицы, булавы.

#### Подполье
Подполье — преступные братства, ордена и лиги в больших городах. Прячутся по подвалам, катакомбам, в трущобах.
- Горные люди — бандиты, промышляющие торговлей людьми в горах Края земли.
- Серебряные солнца из Азора.
- Южный круг из Азороса — это группа профессионалов. Не занимается убийствами и поимкой мелких жуликов. Работает в сфере частного сыска, защиты имущества и возвращения украденных товаров. Отличительный знак — серебряный диск с выгравированным на нём рисунком меча, разрубающего солнце.
- Храбрая компания их Азороса.
- Змеиные укусы — банда наёмников из Свободных городов. Символ группировки — круг-змея, окольцевавшая летучую мышь. Змея олицетворяет их банду, а летучая мышь — связь с подпольем.
- Отчаянные головы из Свободных городов
- Маврисийцы из Свободных городов.

#### Народы
- Гризари — жителей самых дальних поселений дааров.
- Свободные племена песков — коренные жители Саерской пустыни. Подобно степятникам, они живут племенами, но, в отличие от своих восточных соседей, стараются держаться от Этории подальше, заботясь о сохранении своих оазисов и запасов пресной воды. Их основными врагами являются бандиты и наёмники, которые частенько вторгаются в их владения в поисках золота и сокровищ.
- Намори — жители древнего Ша Мира.
- Норды — люди, обитающие в Северной пустоши. Существует ряд отдельных племён нордов: Фуркарс, Груски, Мерки, Ра-порс, Тромеки, Вилкос, Хмори, Дукас.
- Скины — рабы нордов в Северной пустоши.
- Степятники — дикари, обитатели Великих степей. Они кочуют по Великим степям, иногда собираются в стаи и идут на вылазки в Свободные города или южные провинции Азороса в поисках золота и рабов. Обычно наёмные отряды успешно отражают такие атаки. Правда, время от времени дикарям удаётся прорваться в какой-нибудь городок. Тогда они сжигают всё, жителей уводят с собой, а потом просят за них выкуп.
- Рускас — мудрецы, лекари, и волшебники, а также слуги Великого Изора в Северной пустоши.
- Арачи — обитатели островов Семиморья.

## События
- Великая война — конфликт между жителями Этории и завоевателями из Северной пустоши. В конце Первого периода Новой эры, северная Орда пересекла Барьер и напала на людские государства. Война продлилась несколько лет и завершилась победой эторийцев в битве у Янтарной реки. За время военных действий захватчики уничтожили все старые империи, что привело к рождению новых государств и началу Новой эпохи.
- Военная кампания в Пуно — военный поход, предпринятый сиром Тэмом и сиром Зуросом против алавантаров.
- Война зелёного листа — ряд вооружённых конфликтов между аалами и людьми. Враждебность закончилась подписанием Пакта свободой руки.
- Кровавые войны — серия войн между аалами и дарами.
- Пакт свободной руки — договор, заключённый между людьми и аалами, который ознаменовал окончание Войны зелёного листа. По условиям договора люди получили земли к западу от Великого леса, а аалы стали править Великим лесом. Считается, что после подписания Пакта аалы навсегда покинули Эторию.

## Особенности
- Дальновидение — магическая способность слышать и видеть на расстоянии. Зачастую эта способность проявляется через сны или видения. Наличие сильной интуиции — ключ к пробуждению дальновидения у людей.
- Великая Книга Судеб — в ней записано то, чему надлежит произойти и что уже произошло.
- «Жребий» — заклинание, которое позволяет видеть образы из собственного будущего.
- Избранный — термин, который впервые использовался Араком Кроном для описания соперника Господина древности в предстоящей битве за Эторию. Он же считается спасителем Этории.
- Лампиера — особый кристалл, в котором сохранилась энергия из древних времён.
- «Магия», «Могущество», «Сила», «Дар» — все эти термины определяют ряд сверхъестественных способностей, с помощью которых маг или волшебник может трансформировать энергию в другие силы. Существуют две формы «Магии»: активная и пассивная. Любое заклинание, пассивное или активное, требует определённого количества энергии. Для пассивных заклинаний энергии нужно меньше, поэтому их можно использовать чаще и на большем расстоянии. Заклинания активной магии требуют гораздо больше энергии и могут произноситься только теми, у кого есть доступ к источнику энергии.
- Магический ключ — рядом с ним дверь, которую он отпирает — невидимая до этого — проявляется.
- Отвергнутый — восставший хранитель по имени Алин, который попытался силой создать новый идеальный мир. Он был изгнан в Северную пустошь.
- Паутина Судьбы — всеобщая связь. Включает события прошлого, будущего и настоящего.
- Порталы — сооружения из особых камней, испещрённых угловатыми рисунками. С их помощью возможно перемещаться между двумя связанными точками.
- Рак-мара — кристаллы зелёного цвета, которые очень схожи с лампиерами.
- «Священные истины» — это величайшее творение хранителей, основа всех магических формул и законов.
- «Судьба» — заклинание, которое было открыто во времена Первого периода, а позже заново обнаружено мудрецами из Магниссии.
- Сфера Создания — магический артефакт.
- Фазир — особый сосуд, используемый аалами для хранения знаний.

## Факты
- В журнале «Мир фантастики» провели аналогию «Хроник Этории» с эпопеей Джорджа Мартина, отметив, что Хроники — это юношеский вариант[15].
- выпущенная в 2004 году книга «Ethoria’s Chronicles: Shadows of the Past» попала в 24 библиотечных фонда по всему миру[16].
- между публикацией второй книги «Ложные истины» и третьей «Время умирать» из цикла «Хроники Этории», прошло семь лет и Михаил Костин написал четыре книги.
- совместно с выпуском части «Опаленные войной», были нарисованы иллюстрации ко всем четырём книгам цикла — вне самих книг. Зарисовки доступны в отдельном арт-альбоме[11].
- В «МирФ» отметили, что цикл «Хроники Этории» похож на циклы «Разрушенная империя» Марка Лоуренса и «Море Осколков» Джо Аберкромби[15].

## Публикации
- Kostin Michael. Ethoria's Chronicles Book 1: The Shadows of the Past . — Icls Intl Inc, 2003. — ISBN 978-0972701242.
- Костин М. Охота на избранного. — Радуга, 2007. — 480 с. — 3000 экз. — ISBN 978-5-05-006521-6.
- Костин М. Ложные истины. — Радуга, 2008. — 256 с. — 3000 экз. — ISBN 978-5-05-006826-2.
- Костин М. Хроники Этории. Книга первая. Тени прошлого. — М.: Книма, 2014. — 368 с. — 2000 экз. — ISBN 978-5-600-00638-6.
- Костин М. Хроники Этории. Книга вторая. Ложные истины. — М.: Книма, 2014. — 336 с. — 2000 экз. — ISBN 978-5-9905887-0-7.
- Костин М. Хроники Этории. Книга третья. Время умирать. — М.: Книма, 2015. — 352 с. — 2000 экз. — ISBN 978-5-9905887-1-4.
- Костин М. Хроники Этории. Книга четвертая. Опаленные войной. — М.: Книма, 2015. — 304 с. — (Хроники Этории). — 2000 экз. — ISBN 978-5-9905887-3-8.
- Костин М. Хроники Этории. Книга пятая. Полотно судьбы. — М.: Книма, 2016. — 304 с. — (Хроники Этории). — 1000 экз. — ISBN 978-5-9908775-0-4.